# Gwanak-gu
Gwanak-gu (Hangul: 관악구, Hanja 冠岳區:, Hán Việt: Quán Nhạc Khu) là một quận (gu) của thủ đô Seoul, Hàn Quốc. Quận này có diện tích 29,57 cây số vuông, dân số năm 2004 là 522.467 người, nằm ở giáp giới phía nam của Seoul và phía bắc của thành phố Anyang. Quận được chia ra 27 đơn vị hành chính (dong). Gwanak-ku được tách ra từ Yeongdeungpo-gu vào năm 1973. Khu trường sở chính của Đại học Quốc gia Seoul nằm ở quận này. Thư viện Kyujanggak và chùa Gwaneumsa cũng ở quận Gwanank-ku.